# Боярышник сомнительный
Боярышник сомнительный (лат. Crataegus ambigua) — кустарник или небольшое дерево, вид рода Боярышник (Crataegus) семейства Розовые (Rosaceae).

## Распространение и экология
В природе ареал вида охватывает бассейн среднего и нижнего Дона и нижней Волги.
Произрастает по склонам холмов, высоких речных берегов и балок, среди кустарников и по опушкам одиночно, не избегает меловых и засолённых гипсом склонов. 

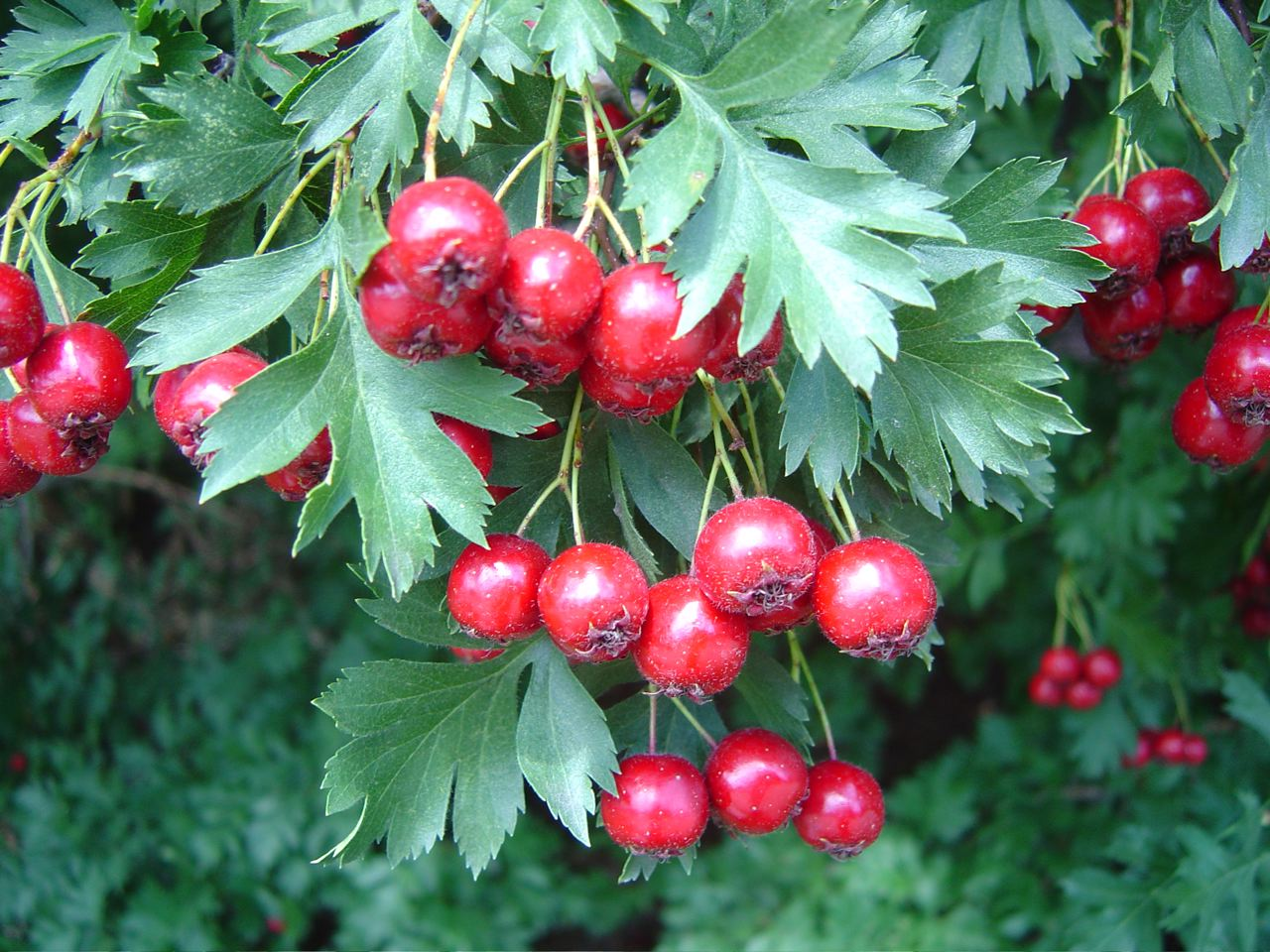
Листья и зрелые плоды.

## Ботаническое описание
Дерево высотой до 3 м или кустарник. Ветви тёмно-серые или серовато-бурые; ветки красно-бурые; молодые побеги слабо волосистые. Колючки немногочисленные, длиной 0,5—1,5 см, иногда совершенно отсутствуют.
Листья светло-зелёные, длиной 2—5,5 см, шириной 1,5—5 см; на цветущих побегах самые нижние листья клиновидные, на вершине трёхлопастные или почти надрезанно-зубчатые, коротко-черешчатые; остальные в очертании широкояйцевидные, со срезанным или широко-клиновидным основанием, 5—7-раздельные; доли острые, верхние более широкие, направленные вверх, нижние, более узкие, горизонтально-распростёртые; выемки широкие, особенно нижние, расположенные не выше уровня нижней трети листа и глубоко рассекающие полупластинку. Черешки длиной 1—3 см.
Соцветия короче листьев, редкие, 5—12-цветковые, длиной до 4 см, диаметром до 5 см, голые или реже с слегка мохнато-волосистыми цветоножками и тогда шерстистым гипантием. Чашелистики яйцевидно-треугольные или широкотреугольные, на вершине суженные или внезапно оттянутые в короткое остроконечие, по краю и на кончике волосистые, равные по длине гипантию или длиннее его; тычинок 20, с розовыми или красными пыльниками; столбики в числе 1—2.
Плоды шаровидные или округло-эллипсоидальные, диаметром 11—14 мм, пурпурно-чёрные с светлыми точками, мясистые и сочные. Косточки в числе 2, реже 1, широко-эллипсоидальные или округлые, длиной до 9 мм, шириной 8 мм, выпуклые и слабобороздчатые со спинной стороны, плоские и почти гладкие с брюшной.
Цветение в мае. Плодоношение с конца августа по сентябрь.

## Значение и применение
В культуре с 1858 года. Довольно декоративен; пригоден для живых изгородей в засушливых районах.

## Таксономия
Вид Боярышник сомнительный входит в род Боярышник (Crataegus) трибы Pyreae подсемейства Спирейные (Spiraeoideae) семейства Розовые (Rosaceae) порядка Розоцветные (Rosales).
|  |                                      |  |                                                              |                                                              |                   |  | ещё 8 семейств (согласно Системе APG III) | ещё 8 семейств (согласно Системе APG III)    |                                              |  |  |  | ещё 7 триб (согласно Системе APG III)         | ещё 7 триб (согласно Системе APG III)         |  |  |  |  | ещё от 200 до 300 видов | ещё от 200 до 300 видов |
|  |                                      |  |                                                              |                                                              |                   |  | ещё 8 семейств (согласно Системе APG III) | ещё 8 семейств (согласно Системе APG III)    |                                              |  |  |  | ещё 7 триб (согласно Системе APG III)         | ещё 7 триб (согласно Системе APG III)         |  |  |  |  | ещё от 200 до 300 видов | ещё от 200 до 300 видов |
|  |                                      |  |                                                              | порядок Розоцветные                                          |                   |  |                                           |                                              | подсемейство Спирейные                       |  |  |  |                                               | род Боярышник                                 |  |  |  |  |                         |                         |
|  |                                      |  |                                                              | порядок Розоцветные                                          |                   |  |                                           |                                              | подсемейство Спирейные                       |  |  |  |                                               | род Боярышник                                 |  |  |  |  |                         |                         |
|  | отдел Цветковые, или Покрытосеменные |  |                                                              |                                                              | семейство Розовые |  |                                           |                                              | триба Pyreae                                 |  |  |  | вид Боярышник сомнительный                    |                                               |  |  |  |  |                         |                         |
|  | отдел Цветковые, или Покрытосеменные |  |                                                              |                                                              |                   |  |                                           |                                              |                                              |  |  |  |                                               |                                               |  |  |  |  |                         |                         |
|  |                                      |  | ещё 44 порядка цветковых растений (согласно Системе APG III) | ещё 44 порядка цветковых растений (согласно Системе APG III) |                   |  |                                           | ещё 8 подсемейств (согласно Системе APG III) | ещё 8 подсемейств (согласно Системе APG III) |  |  |  | ещё около 60 родов (согласно Системе APG III) | ещё около 60 родов (согласно Системе APG III) |  |  |  |  |                         |                         |
|  |                                      |  |                                                              | ещё 44 порядка цветковых растений (согласно Системе APG III) |                   |  |                                           |                                              | ещё 8 подсемейств (согласно Системе APG III) |  |  |  |                                               | ещё около 60 родов (согласно Системе APG III) |  |  |  |  |                         |                         |